# 鄭鐘寛
鄭 鐘寛（鄭鍾寬、チョン・ジョングァン、朝鮮語: 정종관、英語: Jong-Kwan Chung、1961年11月30日 - ）は、大韓民国（韓国）の元男子プロボクサー。全羅南道咸平郡出身。元IBF世界フライ級王者。

## 来歴
1981年5月6日、鄭はプロデビューを果たし、4回判定勝ちを収め白星でデビューを飾った。
1982年2月10日、後に世界ボクシング評議会 (WBC)世界ライトフライ級王者となる張正九と対戦し、初黒星となる6回終了時鄭の棄権によるTKO負けを喫した。
1982年6月20日、カンデラリオ・カルモナと対戦し、10回判定負けを喫した。
1982年9月19日、アラン・マキトキと対戦し10回判定勝ちを収めた。
1982年10月31日、後のWBC世界ライトフライ級王者ヘルマン・トーレスと対戦し、9回49秒TKO負けを喫した。
1983年11月13日、文申浩と対戦し8回判定勝ちを収めた。
1984年7月22日、元WBC世界フライ級王者エレオンシオ・メルセデスと対戦し、5回KO勝ちを収めた。
1985年1月25日、IBF世界フライ級王者権順天と対戦し、15回1-1（145-145、143-146、145-143）の判定で引き分けに終わり、王座獲得に失敗した。
1985年7月17日、IBF世界フライ級王者権順天と6ヶ月ぶりに対戦し、15回1-1（143-142、143-145、142-142）の判定でまたしても引き分けに終わり、王座獲得に失敗した。
1985年12月20日、IBF世界フライ級王者権順天と5ヶ月ぶりに対戦し、4回1分15秒TKO勝ちを収め、3度目の挑戦で念願の王座獲得に成功した。
1986年4月27日、鄭飛源と対戦し、15回0-2（145-145、142-144、143-145）の判定負けを喫し初防衛に失敗し、王座から陥落した。
1986年11月7日、ジュン・ルラーノと対戦し5回41秒TKO負けを喫した。
1988年4月3日、李承群と韓国スーパーフライ級王座決定戦を行い、7回2分34秒KO勝ちを収め王座獲得に成功
1988年7月30日、張晟鈞と対戦し5回KO勝ちを収め初防衛に成功した。
1988年12月9日、蔡奴国と対戦し10回判定勝ちを収め、2度目の防衛に成功した。
1989年8月4日、OPBF東洋太平洋スーパーフライ級王者ローランド・ボホールと対戦し、12回0-2（115-118、112-120、116-116）の判定負けを喫し王座獲得に失敗した。この試合を最後に現役を引退した。

## 獲得タイトル
- 第2代IBF世界フライ級王座（防衛0）
- 韓国スーパーフライ級王座